# Boxweltmeisterschaften der Frauen 2008
Die 5. Amateur-Boxweltmeisterschaften der Frauen wurden von der AIBA veranstaltet und fanden in der Zeit vom 22. bis 30. November 2008 in Ningbo, Volksrepublik China statt.

## Medaillengewinnerinnen
| Gewichtsklasse                       | Gold                           | Silber                                   | Bronze                                                                  |
| ------------------------------------ | ------------------------------ | ---------------------------------------- | ----------------------------------------------------------------------- |
| Halbfliegengewicht (– 46 Kilogramm)  | Mary Kom Indien                | Steluta Duta Rumänien                    | Josie Gabuco Philippinen Jong Ok Nordkorea                              |
| Fliegengewicht (– 48 Kilogramm)      | Chen Ying Volksrepublik China  | Sarah Ourahmoune Frankreich              | Jenny Haedingz Schweden Aleksandra Kuleshowa Russland                   |
| Bantamgewicht (– 50 Kilogramm)       | Kim Hyang-ok Nordkorea         | Jelena Saweljewa Russland                | Analisa Cruz Philippinen Loura Chhoto Indien                            |
| Federgewicht (– 52 Kilogramm)        | Ren Cancan Volksrepublik China | Annie Albania Philippinen                | Sarita Devi Laishram Indien Viktoria Rudenko Ukraine                    |
| Leichtgewicht (– 54 Kilogramm)       | Karolina Michalczuk Polen      | Nicola Adams England                     | Cynthia Marella Moreno Vereinigte Staaten Zhang Qin Volksrepublik China |
| Leichtweltergewicht (– 57 Kilogramm) | Qin Jiam Volksrepublik China   | Usha Nagisetty Indien                    | Sofia Ochigawa Russland Edita Pezdany Ungarn                            |
| Weltergewicht (– 60 Kilogramm)       | Katie Taylor Irland            | Dong Cheng Volksrepublik China           | Ayzanat Gadzhiewa Russland Cindy Orain Frankreich                       |
| Mittelgewicht (– 63 Kilogramm)       | Gülsüm Tatar Türkei            | Ljubow Lopatina Russland                 | Ma Jianxia Volksrepublik China Klara Svensson Schweden                  |
| Halbschwergewicht (– 66 Kilogramm)   | Mary Spencer Kanada            | Vanessa Nicol Jackson Vereinigte Staaten | Wang Qian Volksrepublik China Ri Suk-yong Nordkorea                     |
| Schwergewicht (– 70 Kilogramm)       | Ariane Fortin Kanada           | Yang Tingting Volksrepublik China        | Elena Koltsowa Kasachstan Nurcan Çarkçı Türkei                          |
| Schwergewicht (– 75 Kilogramm)       | Li Jinzi Volksrepublik China   | Anna Laurell Schweden                    | Anita Ducza Ungarn Amber Konikow Kanada                                 |
| Schwergewicht (– 80 Kilogramm)       | Tang Jieli Volksrepublik China | Mioshia Wagoner Vereinigte Staaten       | Fetti Paraschiva Rumänien Selma Yağcı Türkei                            |
| Schwergewicht (– 86 Kilogramm)       | Şemsi Yaralı Türkei            | Adriana Hosu Rumänien                    | Zhang Lina Volksrepublik China Tiffanie Nicole Hearn Vereinigte Staaten |